# Simandulang
Simandulang is een bestuurslaag in het regentschap Labuhan Batu Utara van de provincie Noord-Sumatra, Indonesië. Simandulang telt 3600 inwoners (volkstelling 2010).